# 溪口隧道
溪口隧道是臺灣鐵路管理局臺東線位於豐田至南平間的鐵路隧道。本隧道為河底隧道，穿越壽豐溪下方，又常稱作溪口河底隧道。
本文包含以下三座隧道：
- 溪口隧道：第二代，使用中。2013年11月14日啟用之雙軌隧道，全長3,800公尺。
- 溪口一號、二號隧道：第一代，已廢止。1982年啟用之單線隧道，於2013年11月14日起停用。長度分別為42公尺、1,598公尺。

其相關位置參見路線圖說明。

## 溪口隧道
溪口隧道於2013年11月14日啟用，全長3,800公尺。隧道全線為雙軌電氣化淨空。

### 興建過程
本隧道為「花東線電氣化暨瓶頸路段雙軌化工程」改善項目之一，由於溪口＝南平間原有之溪口一號、二號隧道為單線隧道且淨空不足，施作電氣化時將難以維持營運，故須新建符合標準之雙軌隧道。溪口隧道已於2013年11月14日清晨切換路線通車（西正線先行通車）。隧道內的軌道採用無道碴版式軌道，可容許電氣化列車以時速130km/h高速通過。
溪口隧道同樣為河底隧道，路線約在原溪口一號、二號隧道東側約35公尺處平行布設，施工方法以明挖覆蓋法為主，部分區段採用鑽掘工法。
東改新路線自溪口站北方岔出，進入溪口隧道後依序穿越台11丙線、豐田圳沉砂池、壽豐溪、新光兆豐農場、新台9線等，出土後即接回原路線。
溪口隧道總長3,800公尺，較原溪口一號、二號隧道為長，主因為細部設計時考慮到洪水的影響，而盡量將洞口設置於較遠的陸域地區，以避開河川範圍。其中，南口延長可避免原溪口二號隧道南口附近平林圳氾濫時，洪水灌入隧道中；而北口延伸至較北側亦可避免大規模的地塹開挖，降低產生土方量。

### 隧道啟用及周邊車站
溪口隧道於溪口車站之北方即已進入隧道段，而隧道中亦未設置地下月台，故溪口車站於2013年11月14日清晨本隧道啟用同時裁撤。
而原本於1982年廢止的林榮車站，計畫於本隧道穿越新光兆豐農場處復站，以促進觀光並提供轉運功能，並新命名為林榮新光車站。由於車站位於溪口隧道中，其車站結構為地下二層，於2018年7月10日啟用。

## 溪口一號、二號隧道
溪口一號隧道及溪口二號隧道均為臺東線拓寬工程時新建之隧道，於1982年3月31日啟用，目前已停用。
- 溪口一號隧道：穿越豐田圳下方，長度僅42公尺。
- 溪口二號隧道：穿越壽豐溪下方，長1,598公尺，一般所稱「溪口河底隧道」係指本隧道。

### 興建過程
由於東部河川輸砂、堆積量高，壽豐溪進入花東縱谷後形成發達的沖積扇地形（舊線拓寬前繞經沖積扇之扇頂）。因此以橋梁方式跨越壽豐溪（今舊台9線豐平橋西側），然而因河床淤積速度過快，橋梁必須時常加高，對列車運行構成威脅；並且路線坡度達25‰，第一代溪口車站甚至必須設置為折返式車站。東拓新線為解決此問題，改採河底隧道方式穿越壽豐溪，除避免上述淤積問題外，並可降低坡度、改善迂迴線型。東拓工程中，因相同理由而興建的河底隧道尚有光復隧道。
河底隧道主要施工方式，係利用冬季枯水期時將溪流改道，直接開挖河床興建隧道壁再回填（明挖覆蓋法），此工法為當時台灣首次採用。
東拓改線後的新線，下行方向進入溪口村即開始以路塹方式前進，並於路塹中設置新溪口車站後，依序經過溪口一號隧道穿越豐田圳、溪口二號隧道穿越壽豐溪及平林圳後出土，最後於平林陸橋附近接回原路線。其中溪口車站附近因明顯的地塹，彷彿路線是下坡後進入河底隧道，但實際上因為壽豐溪河床海拔高於南北兩側平地，故該路段並未特意降低路線高程，反而是一路上坡進入隧道。

### 啟用及停用
溪口一號、二號隧道啟用後，溪口車站遷移至新路線上。而位於迂迴舊線上的林榮車站則同日廢止。隧道完工初期東拓工程尚未全部完工，故鋪設三線軌道（762及1067毫米並行）供舊窄軌列車通行，直到1982年6月26日東拓完成才切換至1067毫米軌道。
花東鐵路電氣化工程時，因溪口一號、二號隧道均為單線且淨空不足，決定於東側另建雙軌隧道（溪口隧道）。2013年11月14日切換至新路線同時停用此二座隧道。

## 外部連結
- 花東電氣化計畫（鐵路改建工程局） （页面存档备份，存于）
- 台湾　台東線（現 花東線）を地図で追う （页面存档备份，存于）